# Ada Neretnietse
Ada Neretnietse, née Armīda Neretnietse le 2 juin 1924 à Leningrad et morte le 29 décembre 2008 à Riga en Lettonie, est une réalisatrice lettonne et soviétique.

## Biographie
Le père de Armīda Neretnietse était un militaire engagé dans les tirailleurs lettons pendant la Première Guerre mondiale, puis, il devint un travailleur social. En 1937, il fut déporté en Sibérie. Sa mère était comptable. Armīda a commencé sa scolarité à l'école numéro 24 à Leningrad, puis, avec sa mère elles furent évacuées à Kirov. En 1949, après les études à l'Institut national de la cinématographie de  Moscou, dans la classe de maître de Sergueï Guerassimov et Tamara Makarova, elle obtient son diplôme de réalisatrice et part pour la Lettonie où elle fera sa carrière à Riga Film Studio. Jusqu'à 1954, elle tourne les documentaires et les courts métrages. En 1957, sort son premier film Rita qui sera récompensé par un prix au festival cinématographique de Kiev en 1959. En 1988, elle a été récompensée par le prix pour l'ensemble de son œuvre au  Festival de cinéma letton Lielais Kristaps. Parfois il lui arrivait de tenir un petit rôle dans l'un de ses films. 
Ada Neretnietse est inhumée au cimetière de la Forêt à Riga.

## Filmographie
- 1957 : Rita
- 1958 : Svešiniece ciemā
- 1960 : Tava laime
- 1961 : Pieviltie
- 1963 : Il est vivant court métrage (en letton : Viņš dzīvs)
- 1965 : Le Serment d'Hippocrate (en russe : Клятва Гиппократа), (en letton : Hipokrāta zvērests)
- 1964 : Pārliecinoši fakti
- 1966 : Ciklons" sāksies naktī
- 1968 : Ilgās dienas rīts
- 1969 : Esiet sveicināti Latvijā!
- 1970 : Vārnu ielas republika
- 1972 : Capitaine Djek (ru)
- 1974 : Pirmā vasara
- 1976 : Nāve zem buras
- 1978 : Lielā Jaungada nakts
- 1981 : Izmeklēšanā noskaidrots
- 1984 : Pēdējā vizīte
- 1985 : Pēdējā indulgence
- 1988 : Zīlēšana uz jēra lāpstiņas
- 1991 : Suns, kas mācēja dziedāt
- 1992 : De Granšānu ģimenes noslēpumi